# 6420 Ріхейдзяя
6420 Ріхейдзяя (6420 Riheijyaya) — астероїд головного поясу, відкритий 14 грудня 1993 року.
Тіссеранів параметр щодо Юпітера — 3,230.
Названо на честь Ріхейдяя (яп. りへいぢゃや(利平茶屋) ріхейдзяя) — парк, що знаходиться у Кірю, Префектура Ґумма.